# Adieu, Nostradamus !
Adieu, Nostradamus ! (ルパン三世　くたばれ！ノストラダムス, Rupansansei kutabare! Nosutoradamusu) (ou Meurs, Nostradamus !) est un film d'animation japonais réalisé par Shun’ya Itō, sorti en 1995.

## Synopsis
Profitant du carnaval de Rio, Lupin III et Jigen dérobent un précieux diamant. Un vrai jeu d'enfant, me direz-vous, mais les ennuis commencent lorsque l'avion dans lequel ils embarquent devrait être détourné... si l'on en croit la prophétie de la secte Nostradamus !
À bord de l'avion, Lupin tombe sur Fujiko, qui a été engagée pour prendre soin de la petite Julia, mais surtout pour voler le livre des prophéties, conservé au sommet du gratte-ciel appartenant au père de Julia, un riche américain aspirant à la présidence. Coup de théâtre : la prophétie se réalise et Julia est enlevée par la même occasion !
Lupin pourra-t-il sauver Julia, forcer le coffre-fort et faire le lien entre le culte et le kidnapping ?

## Fiche technique
- Titre : Adieu, Nostradamus ! ou Meurs, Nostradamus !
- Titre original : ルパン三世　くたばれ！ノストラダムス (Rupansansei kutabare! Nosutoradamusu?)
- Réalisation : Shun’ya Itō assisté de Takeshi Shirato et Nobuo Tomizawa
- Scénario : Hiroshi Kashiwabara, Shun’ya Itō d'après Monkey Punch
- Direction de l'animation : Kenji Hachizaki
- Direction artistique : Tadashi Kudo
- Direction de la photographie : Hajime Hasegawa
- Production : Kazuaki Itō, Kyō Itō et Tadahito Matsumoto
- Production exécutive : Hidehiko Takei
- Société de production : Rupan III Production Committee
- Musique : Yūji Ōno
- Pays d'origine : Japon
- Langue : japonais
- Genre : policier
- Durée : 100 minutes
- Dates de sortie : 22 avril 1995

## Distribution

### Doublage
| Personnages         | Voix japonaises   | Voix françaises   |
| ------------------- | ----------------- | ----------------- |
| Lupin III           | Kan'ichi Kurita   | Bruno Magne       |
| Daisuke Jigen       | Kiyoshi Kobayashi | Hervé Caradec     |
| Goémon Ishikawa     | Makio Inoue       | Constantin Pappas |
| Fujiko Mine         | Eiko Masuyama     | Nathalie Homs     |
| Julia               | Yumi Adachi       | Lucile Boulanger  |
| Inspecteur Zenigata | Gorō Naya         | Constantin Pappas |
| Douglas             | Osamu Saka        | Gilbert Levy      |
| Maria               | Fumi Dan          | Danièle Hazan     |
| Rhisley             | Hosei Komatsu     | Frédéric Cerdal   |
| Tonton Philippe     | Jōji Yanami       | Frédéric Cerdal   |

## DVD
Ce film a été édité en 2007 par Dybex dans un coffret avec Mort ou vif.

## Autour du film
- Il s'agit du cinquième film sur Lupin III, sortit huit ans après son prédécesseur.
- C'est le premier film avec Kan'ichi Kurita dans le rôle de Lupin, en effet, l'ancien comédien de doublage Yasuo Yamada est décédé pendant la production du film, Kan'ichi Kurita devient alors la voix officiel de Lupin, succédant à ce dernier.
- Il s'agit du quatrième et dernier film de Lupin III animé par Telecom Animation Film, ce studio avait déjà réalisé Le Secret de Mamo, Le Château de Cagliostro et Le Complot du clan Fuma.
- La secte de Nostradamus est inspiré d'Aum Shinrikyo, une secte qui provoqua de nombreux attentats au Japon.
- Pendant une scène, Lupin regarde un dessin animé ressemblant beaucoup aux Tiny Toons, c'est un clin d'œil aux productions américaines dont Tokyo Movie Shinsha produisait l'animation à l'époque.